# Радянська космонавтика

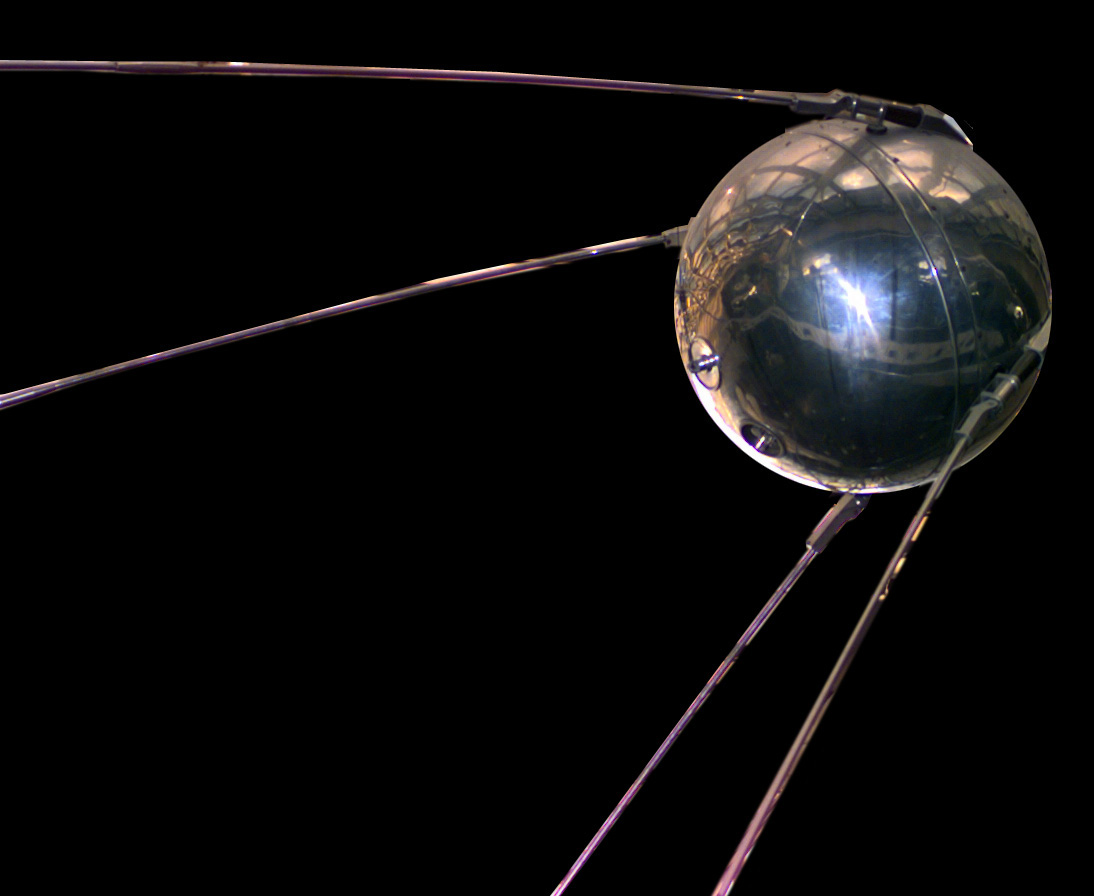
Перший штучний супутник Землі ПС-1

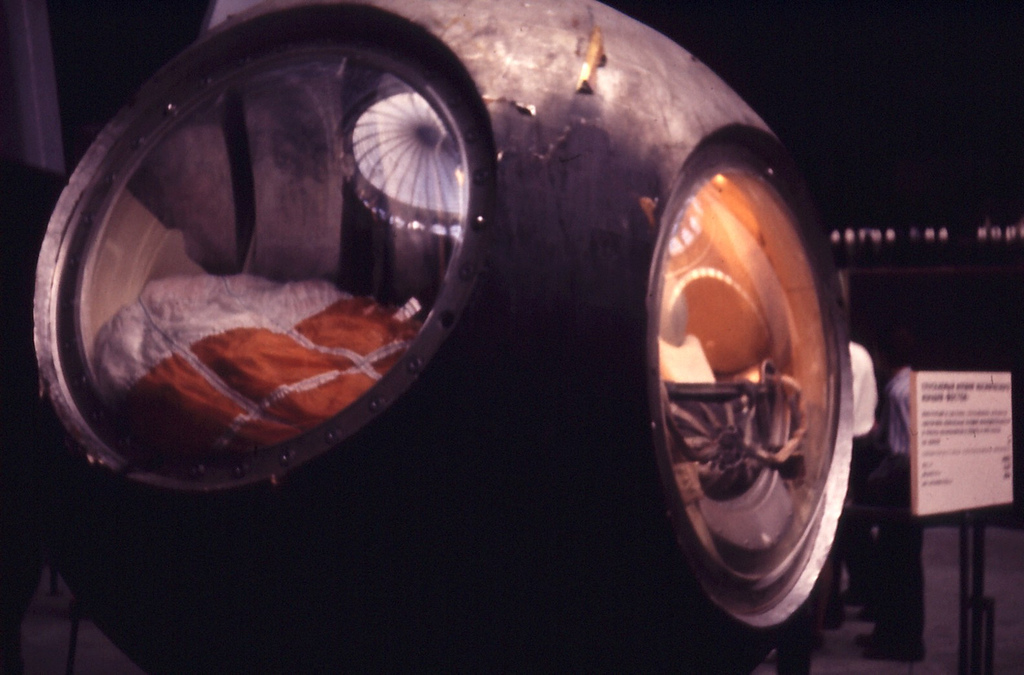
Макет спускного апарата Гагаріна в меморіальному музеї космонавтики

Радянська космонавтика — це низка ракетно-космічних дослідницьких програм, що здійснювались в Радянському Союзі з 1930 до 1991 року.
СРСР був піонером у космічній діяльності. За свою шістдесятирічну історію радянська космонавтика була найперше засекреченою військовою програмою, що мала піонерські досягнення у космічних польотах.
Найвизначніші досягнення:
- Перша в історії людства міжконтинентальна балістична ракета — Р-7 (1957).
- Перший супутник — «Супутник-1» (1957).
- Перша тварина у космічному просторі (собака Лайка, «Супутник-2», 1957).
- Перша людина в космосі та на навколоземній орбіті — космонавт Юрій Гагарін (1961).
- Перша міжпланетна станція — «Луна-1» (1959).
- Перше зіткнення з поверхнею Місяця — «Луна-2» (1959).
- Перший автоматичний планетохід — «Луноход-1» (1970).
- Перша космічна станція — «Салют-1» (1971).

Ракетно-космічна програма СРСР спочатку реалізовувалась шляхом залучення захоплених німецьких вчених з німецької ракетної програми, продовжувалась радянськими інженерами і вченими після 1955 року і була заснована на деяких унікальних радянських і теоретичних розробках часів Імператорської Росії. Багато з них досліджував Костянтин Едуардович Ціолковський, якого іноді називають батьком теоретичної космонавтики.
Сергій Корольов був головою основної групи конструкторів-інженерів. На основі його конструкторського бюро створили корпорацію, яка є символом пілотованої космонавтики СРСР, а зараз Росії.
На відміну від свого конкурента в «космічних перегонах» США, де створили єдиний координувальний орган — НАСА, в СРСР космічну програму розділили між кількома відомствами та конкуруючими конструкторськими групами на чолі з Сергієм Корольовим, Михайлом Янгелем, Валентином Глушком і Володимиром Челомеєм.

## Пілотовані космічні програми

### «Восток»
«Восток» — найменування серії радянських космічних кораблів, призначених для польотів по навколоземній орбіті. Створювалися під керівництвом генерального конструктора ДКБ-1 Сергія Павловича Корольова з 1958 по 1963 рік. З 1960 до 1963 року відбулось 5 безпілотних польотів і 6 пілотованих. До 1966 року планувалось здійснити додатково 8 польотів, згодом скасованих.
Перший пілотований «Восток», запуск якого відбувся 12 квітня 1961 року, став одночасно і першим у світі космічним апаратом, що здійснив політ людини в космічний простір. Сьогодні цей день (12 квітня) відзначається в Україні і в багатьох інших країнах світу, як Всесвітній день авіації і космонавтики.
«Восток-1», пілотований Юрієм Олексійовичем Гагаріним, здійснив один оберт навколо Землі, облетівши нашу планету за 108 хвилин. Політ корабля «Восток-5» з космонавтом Валерієм Федоровичем Биковським тривав близько 5 діб. За цей час корабель і космонавт 81 разів обігнули Землю.

### «Восход»
Космічна програма «Восход» — це програма створення та запуску багатомісних кораблів. Фактично кораблі «Восход» повторювали кораблі серії «Восток». Він складався зі сферичного спускного апарата діаметром 2,3 метра, у якому розміщувались космонавти й прилади, і конічного приладового відсіку (масою 2,27 т, довжиною 2,25 м і шириною 2,43 м) у якому знаходилися паливні баки і рушійна установка. Щоб розмістити в тому ж самому об'ємі не одного, а відразу трьох космонавтів, розробники відмовилися від катапультованих крісел, які застосовувались на кораблях серії «Восток», коли при посадці космонавт залишав корабель ще в повітрі і приземлявся на парашуті. Крім того, в кораблі «Восход» космонавти для економії місця розташовувалися без скафандрів. Оскільки такий політ був набагато небезпечніший за попередні, летіти зголосився конструктор спускних апаратів Костянтин Феоктистов.

### «Союз»
Ракетно-космічний комплекс «Союз» почав проєктуватись 1962 року в ДКБ-1 як корабель для обльоту Місяця. Створення космічного корабля подібного класу вимагала радянська місячна програма. У космос мала вирушити зв'язка з космічного корабля і розгінних блоків (вироби 7К, 9К і 11К). Згодом цей проєкт закрили для обльоту та доставки на поверхню Місяця людини на кораблі, який мав запускатись «Протоном» (УР500К-Л1), а на базі 7К почали робити 7К-ОК — багатоцільовий тримісний орбітальний корабель (ОК), призначений для відпрацювання операцій маневрування і стикування на навколоземній орбіті, для виконання різних експериментів, зокрема з переходу космонавтів із корабля в корабель через відкритий космос.
Випробування 7К-ОК почалися 1966 року. Перші три безпілотні запуски виявилися невдалими і виявили серйозні помилки в конструкції корабля. Четвертий запуск із Володимиром Комаровим виявився трагічним — космонавт загинув під час посадки.
1968 року відбулося перше автоматичне стикування двох «Союзів», потім — пілотоване, а потім груповий політ трьох кораблів відразу і довготривалий політ.

### Радянська місячна програма
Передбачала кілька проєктів, що мали своєю метою пілотований обліт Місяця і висадку на нього. Була важливим елементом радянської космічної програми і тривалий час була титульним проєктом за своїм значенням та пріоритетністю.
У її рамках розроблялися:
- Надпотужний носій виведення
- Корабель для орбітального маневрування
- Місячний корабель
- Місяцехід
- Місячна база

### Енергія-Буран
«Буран» — радянський багаторазовий транспортний космічний корабель. Хоч апарат і передбачав доставку на орбіту екіпажів із 7 осіб, однак єдиний політ відбувся у автоматичному режимі.
Необхідність створення радянської багаторазової космічної системи як засобу стримування потенційного противника виявили під час аналітичних досліджень, виконаних Інститутом прикладної математики АН СРСР і НВО «Енергія» у 1971—1975 роках. Було показано, що США, ввівши в експлуатацію свою багаторазову систему «Спейс Шаттл», зможуть отримати вирішальну військову перевагу для завдання превентивного (тобто попереджувального) ракетно-ядерного удару.
Програму закрили 1993 року. У 2000-х розроблялися нові проєкти багаторазового космічного корабля МАКС, космічного апарата «Кліпер», обидві програми закрили.

## Космічні станції

### Салют
«Салют» — серія орбітальних станцій, що запускались в СРСР. Під загальною назвою «Салют» на орбіту виводились довготривалі орбітальні станції (ДОС) розробки ЦКБЕМ і орбітальні станції типу «Алмаз», розроблені ЦКБМ для завдань Міністерства оборони. «Салюти» виводились на орбіту ракетою-носієм «Протон».

### Мир

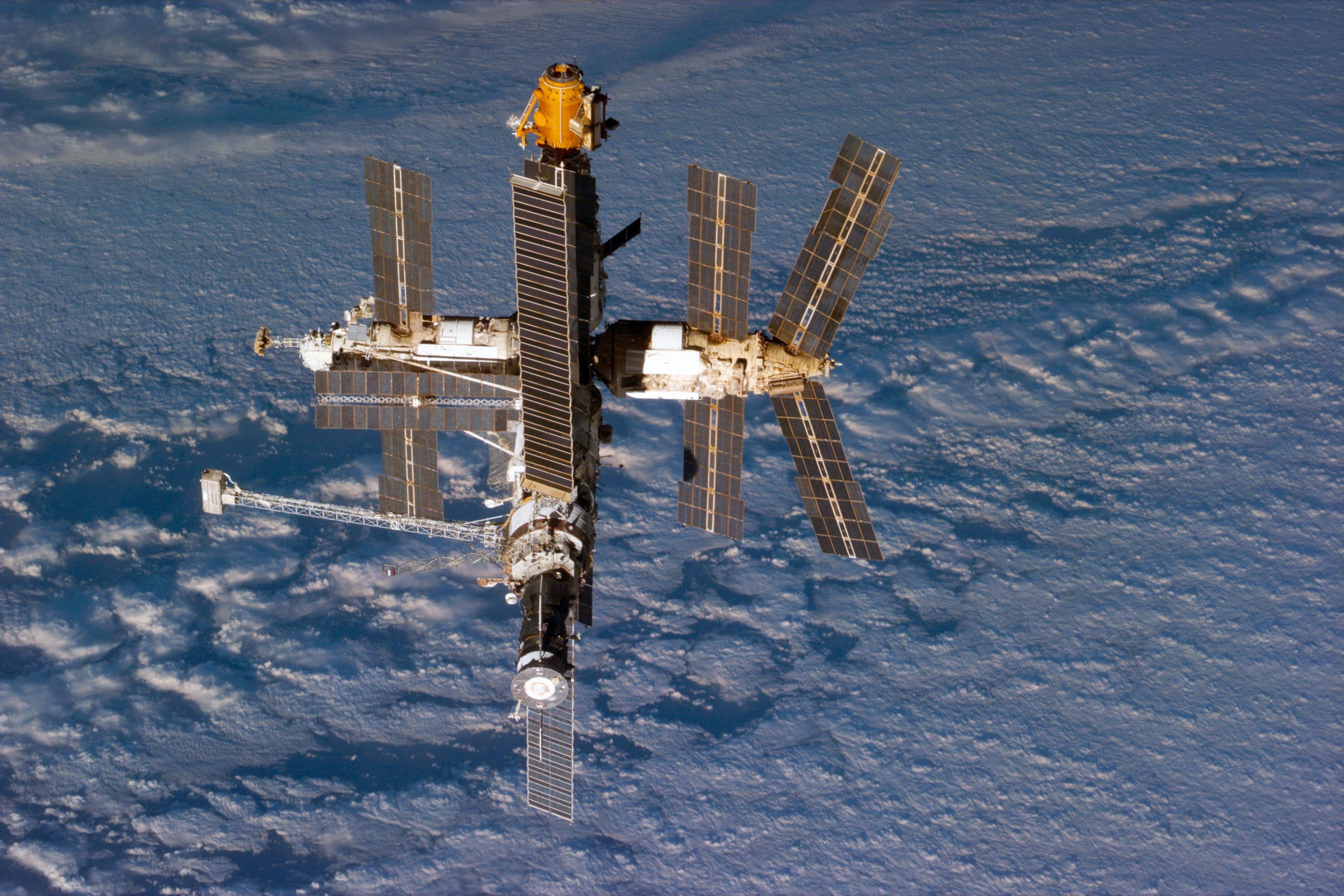
Фото орбітальної станції «Мир»

Проєкт станції «Мир» («Салют-8») з'явився 1976 року, коли НВО «Енергія» випустило Технічні пропозиції щодо створення удосконалених довготривалих ОС. У серпні 1978 року був випущений ескізний проєкт нової станції. У лютому 1979 року розгорнулись роботи зі створення станції нового покоління, почались роботи над базовим блоком, бортовим та науковим обладнанням. Але до початку 1984 року всі ресурси кинули на програму «Буран», і роботи над станцією виявилися практично заморожені.
Базовий блок був виведений на орбіту 20 лютого 1986 року. Протягом 10 років один за одним були пристиковані ще шість модулів.

## Непілотовані космічні програми
«Супутник» — перша серія штучних супутників Землі, призначена для експериментів з виведення в навколоземний простір корисного навантаження, вивчення впливу невагомості і радіації на живих істот, експериментів з вивчення властивостей земної атмосфери та інших.
«Космос» — назва серії радянських ШСЗ. З 1962 по 2011 роки було запущено близько 2500 апаратів цієї серії. Деякі супутники запускались однією ракетою-носієм. Виконували військові, наукові, медичні дослідження. Запускались з Байконура і Плесецька.
«Луна» — серія радянських міжпланетних станцій для вивчення Місяця і космічного простору. Запуск космічних кораблів радянської серії «Луна» розпочався 1958 року, усі запуски здійснювалися з космодрому «Байконур».
«Венера» — серія радянських міжпланетних космічних апаратів для вивчення планети Венера і космічного простору.
«Марс» — назва радянських міжпланетних космічних апаратів, що запускались до планети Марс, починаючи з 1962 року. Спочатку був запущений «Марс-1», потім одразу «Марс-2» і «Марс-3». 1973 року до Марса стартувало одразу чотири КА («Марс-4», «Марс-5», «Марс-6», «Марс-7»). Запуски апаратів серії «Марс» здійснювались ракетами-носіями «Молнія» («Марс-1») і «Протон» з додатковим четвертим ступенем («Марс-2» — «Марс-7»).
«Зонд» — дві серії радянських безпілотних космічних апаратів, що запускались з 1964 по 1970 рік для збору інформації про найближчі планети і випробування космічних апаратів. Друга серія використовувала урізаний варіант пілотованого корабля «Союз», що складався зі службового та спускного апаратів, але без орбітальних модулів.
«Фобос» — серія радянських безпілотних космічних апаратів, що запускались для дослідження супутника Марса Фобоса 1988 року.
«Вега» — автоматичні космічні апарати для дослідження Венери і комети Галлея.

## Міжнародні програми
«Інтеркосмос» — програма, що дозволила космонавтам і організаціям дружніх для СРСР країн брати участь у космічних дослідженнях впродовж 1978—1988 років.
ЕПАС — програма американо-радянської співпраці в космосі, реалізована 1975 року.

## Спадок радянської космічної програми
Радянська космічна програма припинилась з розпадом Радянського Союзу. Росія і Україна, маючи найбільші центри з ракетобудування та маючи належну космічну інфраструктуру стали безпосередніми спадкоємцями. Росія створила агентство Росавіакосмос, тепер відомий як Федеральне космічне агентство Росії (Роскосмос), в Україні створено Національне космічне агентство України.
Інші країни колишнього СРСР з часом розпочали створення власних космічних агентств та створюють власні космічні програми.